# خوزه کارلوس دی ناردی
خوزه کارلوس دی ناردی (انگلیسی: José Carlos De Nardi؛ زادهٔ ۶ ژانویه ۱۹۴۴) فرد نظامی اهل برزیل است.